# Гражданская война и военная интервенция в СССР (энциклопедия)
«Гражданская война и иностранная интервенция в СССР» — справочное издание (энциклопедия), содержащее информацию по Советскому Союзу в период 1918—1923 годов, когда территория молодого государства была охвачена гражданской войной. Является продолжением энциклопедии «Великая Октябрьская социалистическая революция».
В книге содержится много фактов, дат, цифр, имён, имеющих отношение к этапу становления, развития и борьбы молодого Советского государства за территориальную целостность и независимость; имеются многочисленные иллюстрации из фондов различных архивов и музеев.
Первое издание выпущено в 1983 году издательством «Советская Энциклопедия», второе издание (1987 год) повторяло первое, отличаясь тем, что в нём были исправлены замеченные ошибки и опечатки.
Главный редактор: С. С. Хромов.
Объём энциклопедии: 704 страницы (82,11 условных печатных листов, 159,28 учётно-издательских листов), 24 листов иллюстраций и 4 листа карт. Количество статей превышает 2700.

## Интересные факты
В энциклопедии отсутствует статья «Троцкий, Лев Давыдович».

## Выходные данные
- Авторский знак: Г-75
- Каталожный индекс: 63.3(2)612
- Индекс ББК: 63.3(2)612
- Место издания: Москва
- Тираж: 100000 экземпляров
- Указанная цена: 10 рублей 30 копеек